# Goi, Rode, Goi!
Albums de Arkona
Noch Velesova (Ночь Велесова)
(2008) Stenka Na Stenku (Стенка на стенку)
(2011)
Goi, Rode, Goi! (en russe : Гой, Роде, Гой!) est le cinquième album du groupe russe de folk metal Arkona. Il est sorti le 28 octobre 2009 chez Napalm Records. 
Goy, Rode, Goy! signifie "Salut, Rod, Salut!". Rod est le dieu principal du panthéon slave, il est le Père de l'Univers.
L'album réunit de nombreux chanteurs et musiciens invités, notamment sur le titre "Na Moyey Zemle" qui réunit des chanteurs de Månegarm (de Suède), Obtest (de Lituanie), Menhir (d'Allemagne), Skyforger (de Lettonie) et Heidevolk (des Pays-Bas). Chaque groupe chante dans sa langue maternelle, jouant le rôle de guerriers décrivant leur patrie à un voyageur.

## Liste des titres
Toutes les chansons sont écrites et composées par Masha "Scream", sauf quand précisé..
| Ot Serdtsa K Nebu (От сердца к небу) | Ot Serdtsa K Nebu (От сердца к небу)                       | Ot Serdtsa K Nebu (От сердца к небу) | Ot Serdtsa K Nebu (От сердца к небу) | Ot Serdtsa K Nebu (От сердца к небу) | Ot Serdtsa K Nebu (От сердца к небу) | Ot Serdtsa K Nebu (От сердца к небу) | Ot Serdtsa K Nebu (От сердца к небу) | Ot Serdtsa K Nebu (От сердца к небу) | Ot Serdtsa K Nebu (От сердца к небу) |
| No                                   | Titre                                                      | Traduction (anglais)                 | Durée                                |                                      |                                      |                                      |                                      |                                      |                                      |
| ------------------------------------ | ---------------------------------------------------------- | ------------------------------------ | ------------------------------------ | ------------------------------------ | ------------------------------------ | ------------------------------------ | ------------------------------------ | ------------------------------------ | ------------------------------------ |
| 1.                                   | Goi, Rode, Goi! (Гой, Роде, Гой!)                          | Hail, Rod, Hail!                     | 6:13                                 |                                      |                                      |                                      |                                      |                                      |                                      |
| 2.                                   | Tropoyu Nevedannoy (Тропою неведанной)                     | On the Unknown Trail                 | 6:24                                 |                                      |                                      |                                      |                                      |                                      |                                      |
| 3.                                   | Nevidal (Невидаль)                                         | The Wonder                           | 4:34                                 |                                      |                                      |                                      |                                      |                                      |                                      |
| 4.                                   | Na Moyey Zemle (На моей земле)                             | In My Land                           | 15:10                                |                                      |                                      |                                      |                                      |                                      |                                      |
| 5.                                   | Pritcha (Притча)                                           | The Parable                          | 0:54                                 |                                      |                                      |                                      |                                      |                                      |                                      |
| 6.                                   | V Tsepyakh Drevney Tayny (В цепях древней Тайны)           | In the Chains of an Ancient Mystery  | 6:26                                 |                                      |                                      |                                      |                                      |                                      |                                      |
| 7.                                   | Yarilo (Ярило)                                             | Yarilo                               | 2:31                                 |                                      |                                      |                                      |                                      |                                      |                                      |
| 8.                                   | Liki Bessmertnykh Bogov (Лики бессмертных Богов)           | Faces of Immortal Gods               | 5:19                                 |                                      |                                      |                                      |                                      |                                      |                                      |
| 9.                                   | Kolo Navi (Коло Нави)                                      | Kolo of Nav                          | 4:18                                 |                                      |                                      |                                      |                                      |                                      |                                      |
| 10.                                  | Korochun (Корочун)                                         | Korochun                             | 2:11                                 |                                      |                                      |                                      |                                      |                                      |                                      |
| 11.                                  | Pamyat (Память)                                            | Memory                               | 5:46                                 |                                      |                                      |                                      |                                      |                                      |                                      |
| 12.                                  | Kupalets (Купалец)                                         | Kupalets                             | 2:49                                 |                                      |                                      |                                      |                                      |                                      |                                      |
| 13.                                  | Arkona (Аркона)                                            | Arkona                               | 6:36                                 |                                      |                                      |                                      |                                      |                                      |                                      |
| 14.                                  | Nebo Khmuroye, Tuchi Mrachnyye (Небо Хмурое, Тучи Мрачные) | Sullen Sky, Gloomy Clouds            | 10:28                                |                                      |                                      |                                      |                                      |                                      |                                      |
| 79:39                                |                                                            |                                      |                                      |                                      |                                      |                                      |                                      |                                      |                                      |

## Crédits
- Masha "Scream" - Chant, clavier et percussions
- Sergei "Lazar" - Guitare
- Ruslan "Kniaz" - Basse
- Vlad "Artiste" - Batterie, percussions

### Autres musiciens
- Aleksandr: accordéon
- Vladimir Cherepovskiy: cornemuse, Flûtes, ocarina
- Cosmin "Hultanu" Duduc: cor des Alpes (Piste 1)
- Kaspars Bārbals: cornemuse
- Jan Liljekvist: flûte, violon (Piste 4)
- Vasily Derevyanniy: domra
- Vladimir "Volk": cornemuse
- Dmitriy "Vetrodar" mandoline
- Baalberith, Edgar "Zirgs", Erik Grawsiö, Heiko Gerull, Joris "Boghtdrincker", Mark "Splintervuyscht", Peter, Sadlave: Chants (Piste 4)
- Alexsandr "Shmel", Ilya "Wolfenhirt" : chœurs

### Production
- Produit par Masha "Scream" Arhipova & Sergey Lazar
- Enregistré, mixé et masterisé par Sergey Lazar